# Copa del Rey de Baloncesto
Die Copa del Rey de Baloncesto ist ein spanischer Basketballwettbewerb.
Der Copa de España de Baloncesto wird seit 1933 ausgetragen. Während der Franco-Ära wurde er Copa del Generalísimo genannt, später dann Copa del Rey (seit 1977).
Seit 1987 wird er nach dem Modus Final-Eight ausgetragen. 
Bei Saisonhalbzeit qualifizieren sich die besten sieben der Liga ACB sowie die Heimmannschaft automatisch für den Pokal. Dieser wird als ein viertägiges Play-off-Turnier an einem festen Austragungsort ausgespielt. 

## Copa de España
| Jahr | Ort             | Gewinner                | Gegner                        | Ergebnis |
| ---- | --------------- | ----------------------- | ----------------------------- | -------- |
| 1933 | Madrid          | Rayo Club Madrid        | Real Madrid                   | 21:11    |
| 1935 | Barcelona       | Société Sportive Patrie | Rayo Club Madrid              | 23:19    |
| 1936 | Madrid          | Rayo Club Madrid        | Société Sportive Patrie       | 23:20    |
| 1940 | Barcelona       | CB L'Hospitalet         | CB Atlético Gracia            | 20:17    |
| 1941 | Madrid          | RCD Español             | CB L'Hospitalet               | 35:20    |
| 1942 | Saragossa       | Laietà BC               | FC Barcelona                  | 30:28    |
| 1943 | Palma           | FC Barcelona            | Laietà BC                     | 27:25    |
| 1944 | Vigo            | Laietà BC               | Real Madrid                   | 32:18    |
| 1945 | Barcelona       | FC Barcelona            | Laietà BC                     | 37:34    |
| 1946 | Barcelona       | FC Barcelona            | UE Montgat                    | 44:35    |
| 1947 | Saragossa       | FC Barcelona            | CB 1939 Canarias              | 39:25    |
| 1948 | Burgos          | CB Joventut             | Real Madrid                   | 41:32    |
| 1949 | Madrid          | FC Barcelona            | Real Madrid                   | Endrunde |
| 1950 | Barcelona       | FC Barcelona            | CB Joventut                   | 46:39    |
| 1951 | San Sebastián   | Real Madrid             | FC Barcelona                  | 47:36    |
| 1952 | Alicante        | Real Madrid             | CB Joventut                   | 43:31    |
| 1953 | Valladolid      | CB Joventut             | Real Madrid                   | 41:39    |
| 1954 | Madrid          | Real Madrid             | CB Joventut                   | 56:41    |
| 1955 | Barcelona       | CB Joventut             | Real Madrid                   | 59:44    |
| 1956 | Madrid          | Real Madrid             | CB Aismalíbar                 | 59:55    |
| 1957 | Vigo            | Real Madrid             | CB Aismalíbar                 | 54:50    |
| 1958 | Saragossa       | CB Joventut             | Real Madrid                   | 74:69    |
| 1959 | Barcelona       | FC Barcelona            | CB Aismalíbar                 | 50:36    |
| 1960 | Madrid          | Real Madrid             | CD Hesperia de Madrid         | 76:64    |
| 1961 | Bilbao          | Real Madrid             | FC Barcelona                  | 76:51    |
| 1962 | Barcelona       | Real Madrid             | CB Estudiantes                | 80:66    |
| 1963 | San Sebastián   | CB Estudiantes          | Real Madrid                   | 94:90    |
| 1964 | Lugo            | Picadero Jockey Club    | CB Aismalíbar                 | 63:51    |
| 1965 | Salamanca       | Real Madrid             | Real Club Náutico de Tenerife | 102:82   |
| 1966 | Terrassa        | Real Madrid             | CB Joventut                   | 62:61    |
| 1967 | Vitoria-Gasteiz | Real Madrid             | SD Kas Vitoria                | 82:80    |
| 1968 | Gijón           | Picadero Jockey Club    | CB Joventut                   | 58:55    |
| 1969 | Orense          | CB Joventut             | Real Madrid                   | 82:81    |
| 1970 | León            | Real Madrid             | CB Joventut                   | 102:90   |
| 1971 | Vitoria-Gasteiz | Real Madrid             | CB Joventut                   | 72:63    |
| 1972 | A Coruña        | Real Madrid             | CB Joventut                   | 92:77    |
| 1973 | Valencia        | Real Madrid             | CB Estudiantes                | 123:79   |
| 1974 | Alicante        | Real Madrid             | CB Joventut                   | 87:85    |
| 1975 | Jaén            | Real Madrid             | CB Estudiantes                | 114:85   |
| 1976 | Cartagena       | CB Joventut             | Real Madrid                   | 99:88    |

## Copa del Rey
| Jahr | Ort       | Gewinner     | Gegner                   | Ergebnis |
| ---- | --------- | ------------ | ------------------------ | -------- |
| 1977 | Palma     | Real Madrid  | FC Barcelona             | 97:71    |
| 1978 | Saragossa | FC Barcelona | Real Madrid              | 103:96   |
| 1979 | Pamplona  | FC Barcelona | CB Tempus de Madrid      | 130:113  |
| 1980 | Ferrol    | FC Barcelona | Bàsquet Manresa          | 92:83    |
| 1981 | Almería   | FC Barcelona | Real Madrid              | 106:90   |
| 1982 | Badajoz   | FC Barcelona | Real Madrid              | 110:108  |
| 1983 | Palencia  | FC Barcelona | Club Inmobanco de Madrid | 125:93   |

## Copa del ReyFinal Four
| Jahr | Ort       | Gewinner    | Gegner       | Ergebnis |
| ---- | --------- | ----------- | ------------ | -------- |
| 1984 | Saragossa | CB Zaragoza | FC Barcelona | 81:78    |
| 1985 | Badalona  | Real Madrid | CB Joventut  | 90:76    |
| 1986 | Barcelona | Real Madrid | CB Joventut  | 87:79    |

## Copa del ReyFinal Eight
| Jahr | Ort             | Gewinner             | Gegner               | Ergebnis | MVP                       |
| ---- | --------------- | -------------------- | -------------------- | -------- | ------------------------- |
| 1987 | Teneriffa       | FC Barcelona         | CB Joventut          | 110:102  |                           |
| 1988 | Valladolid      | FC Barcelona         | Real Madrid          | 84:83    |                           |
| 1989 | A Coruña        | Real Madrid          | FC Barcelona         | 85:81    |                           |
| 1990 | Las Palmas      | CB Zaragoza          | CB Joventut          | 76:69    | Mark Davis (CAI)          |
| 1991 | Saragossa       | FC Barcelona         | CB Estudiantes       | 67:65    | Juan Antonio Orenga (Est) |
| 1992 | Granada         | CB Estudiantes       | CB Zaragoza          | 61:56    | John Pinone (Est)         |
| 1993 | A Coruña        | Real Madrid          | CB Joventut          | 74:71    | Joe Arlauckas (Bas)       |
| 1994 | Sevilla         | FC Barcelona         | Saski Baskonia       | 86:75    | Velimir Perasović (Bask)  |
| 1995 | Granada         | Saski Baskonia       | CB Zaragoza          | 88:80    | Pablo Laso (Bask)         |
| 1996 | Murcia          | TKD Manresa          | FC Barcelona         | 94:92    | Joan Creus (TDK)          |
| 1997 | León            | CB Joventut          | Cáceres CB           | 79:71    | Andre Turner (Jov)        |
| 1998 | Valladolid      | Valencia Basket Club | CB Joventut          | 89:75    | Nacho Rodilla (Val)       |
| 1999 | Valencia        | Saski Baskonia       | Caja San Fernando    | 70:61    | Elmer Bennett (Bask)      |
| 2000 | Vitoria-Gasteiz | CB Estudiantes       | Valencia Basket Club | 73:63    | Alfonso Reyes (Est)       |
| 2001 | Málaga          | FC Barcelona         | Real Madrid          | 80:77    | Pau Gasol (FCB)           |
| 2002 | Vitoria-Gasteiz | Saski Baskonia       | FC Barcelona         | 85:83    | Dejan Tomašević (Bask)    |
| 2003 | Valencia        | FC Barcelona         | Saski Baskonia       | 84:78    | Dejan Bodiroga (FCB)      |
| 2004 | Sevilla         | Saski Baskonia       | CB Joventut          | 81:77    | Rudy Fernández (Jov)      |
| 2005 | Saragossa       | CB Málaga            | Real Madrid          | 80:76    | Jorge Garbajosa (Uni)     |
| 2006 | Madrid          | Saski Baskonia       | Valencia Basket Club | 85:80    | Pablo Prigioni (Bask)     |
| 2007 | Málaga          | FC Barcelona         | Real Madrid          | 69:53    | Jordi Trias (FCB)         |
| 2008 | Vitoria-Gasteiz | CB Joventut          | Saski Baskonia       | 82:80    | Rudy Fernández (Jov)      |
| 2009 | Madrid          | Saski Baskonia       | CB Málaga            | 100:98   | Mirza Teletović (Tau)     |
| 2010 | Bilbao          | FC Barcelona         | Real Madrid          | 80:61    | Fran Vázquez (FCB)        |
| 2011 | Madrid          | FC Barcelona         | Real Madrid          | 68:60    | Alan Anderson (FCB)       |
| 2012 | Barcelona       | Real Madrid          | FC Barcelona         | 91:74    | Sergio Llull (Mad)        |
| 2013 | Vitoria-Gasteiz | FC Barcelona         | Valencia Basket Club | 85:69    | Pete Mickeal (FCB)        |
| 2014 | Málaga          | Real Madrid          | FC Barcelona         | 77:76    | Nikola Mirotić (Mad)      |
| 2015 | Las Palmas      | Real Madrid          | FC Barcelona         | 77:71    | Rudy Fernández (Mad)      |
| 2016 | A Coruña        | Real Madrid          | CB Gran Canaria      | 85:81    | Gustavo Ayón (Mad)        |
| 2017 | Vitoria-Gasteiz | Real Madrid          | Valencia Basket Club | 97:95    | Sergio Llull (Mad)        |
| 2018 | Las Palmas      | FC Barcelona         | Real Madrid          | 92:90    | Thomas Heurtel (FCB)      |
| 2019 | Madrid          | FC Barcelona         | Real Madrid          | 94:93    | Thomas Heurtel (FCB)      |
| 2020 | Málaga          | Real Madrid          | CB Málaga            | 95:68    | Facundo Campazzo (Mad)    |
| 2021 | Madrid          | FC Barcelona         | Real Madrid          | 88:73    | Cory Higgins (FCB)        |
| 2022 | Granada         | FC Barcelona         | Real Madrid          | 64:59    | Nikola Mirotić (FCB)      |
| 2023 | Badalona        | Unicaja Málaga       | CB 1939 Canarias     | 83:80    | Tyson Carter (Uni)        |
| 2024 | Málaga          | Real Madrid          | FC Barcelona         | 96:85    | Facundo Campazzo (Mad)    |
| 2025 | Las Palmas      | Unicaja Málaga       | Real Madrid          | 93:79    | Kendrick Perry (Uni)      |
| 2026 | Valencia        |                      |                      | :        |                           |
| 2027 | Valencia        |                      |                      | :        |                           |

## Siegerliste
| Club                    | Sieger | Finalist | Titeljahre |
| ----------------------- | ------ | -------- | --- |
| Real Madrid             | 29     | 24       | 1951, 1952, 1954, 1956, 1957, 1960, 1961, 1962, 1965, 1966, 1967, 1970, 1971, 1972, 1973, 1974, 1975, 1977, 1985, 1986, 1989, 1993, 2012, 2014, 2015, 2016, 2017, 2020, 2024 |
| FC Barcelona            | 27     | 12       | 1943, 1945, 1946, 1947, 1949, 1950, 1959, 1978, 1979, 1980, 1981, 1982, 1983, 1987, 1988, 1991, 1994, 2001, 2003, 2007, 2010, 2011, 2013, 2018, 2019, 2021, 2022             |
| Joventut de Badalona    | 8      | 16       | 1948, 1953, 1955, 1958, 1969, 1976, 1997, 2008 |
| Saski Baskonia          | 6      | 3        | 1995, 1999, 2002, 2004, 2006, 2009 |
| CB Estudiantes          | 3      | 4        | 1963, 1992, 2000 |
| CB Málaga               | 3      | 2        | 2005, 2023, 2025 |
| Laietà BC               | 2      | 2        | 1942, 1944 |
| CB Zaragoza             | 2      | 2        | 1984, 1990 |
| Rayo Club de Madrid     | 2      | 1        | 1933, 1936 |
| Picadero Jockey Club    | 2      | –        | 1964, 1968 |
| Valencia Basket Club    | 1      | 4        | 1998 |
| Société Sportive Patrie | 1      | 1        | 1935 |
| CB L'Hospitalet         | 1      | 1        | 1940 |
| Bàsquet Manresa         | 1      | 1        | 1996 |
| RCD Espanyol            | 1      | –        | 1941 |